# Alejandro Bender
Alejandro Bender (* 21. dubna 1976 Quilmes) je bývalý argentinský zápasník – judista.

## Sportovní kariéra
Vrcholově se připravoval v Buenos Aires ve sportovním tréninkovém centru CeNARD pod vedením Luise Beníteze. V argentinské mužské reprezentaci se pohyboval od roku 1995 v polotěžké váze do 100 (95) kg. V roce 1996 startoval na olympijských hrách v Atlantě, kde prohrál v závěrečných sekundách zápasu na ippon technikou seoi-otoši s Brazilcem Aurélio Miguelem. V roce 2000 uhájil pozici reprezentační jedničky před Andrésem Lofortem a startoval v Sydney na svých druhých olympijských hrách. V Sydney vypadl v úvodním kole po 12. sekundách na ippon technikou uči-mata s Litevcem Mariusem Paškevičiusem. Od roku 2001 se na úkor Loforteho v reprezentaci neprosazoval. Po skončení sportovní kariéry se věnuje trenérské práci v rodném Quilmes nedaleko Buenos Aires.

## Výsledky
| Turnaj                  | 1994           | 1995           | 1996           | 1997           | 1998           | 1999           | 2000           | 2001           |
| Turnaj                  | 18             | 19             | 20             | 21             | 22             | 23             | 24             | 25             |
| Turnaj                  | polotěžká váha | polotěžká váha | polotěžká váha | polotěžká váha | polotěžká váha | polotěžká váha | polotěžká váha | polotěžká váha |
| ----------------------- | -------------- | -------------- | -------------- | -------------- | -------------- | -------------- | -------------- | -------------- |
| Olympijské hry          |                |                | úč.            |                |                |                | úč.            |                |
| Mistrovství světa       |                | —              |                | —              |                | —              |                | —              |
| Panamerické hry         |                | ?              |                |                |                | 5.             |                |                |
| Panamerické mistrovství | —              |                | —              | ?              | ?              | —              | —              | —              |
| Jihoamerické hry        | ?              |                |                |                | ?              |                |                |                |
| MS juniorů              | 5.             |                | 5.             |                |                |                |                |                |